# Ligne Chilonzor (métro de Tachkent)
La Ligne Chilonzor (Ouzbek: Chilonzor yoʻli) est la plus ancienne et plus longue ligne du Métro de Tachkent. Elle a été lancée le 6 novembre 1977. Elle dessert les quartiers de l'ouest de la ville et le centre-ville.

## Histoire
La construction du souterrain a débuté en 1973. Neuf stations ont pu ouvrir le 6 novembre 1977, ce fut la première ouverture de métro en Asie Centrale.
Le 18 août 1980, trois stations de plus (Hamid Olimjon, Pushkin et Buyuk Ipak Yo'li) furent ouvertes au public.
Le 25 décembre 2020, cinq stations furent ajoutées au sud pour mieux connecter le quartier Serjeli.
Il est prévu que quatre stations de plus soient ouvertes vers le nord pour aller au quarter TTZ, et qu'une autre station soit ouverte vers le sud.

## Changements de noms
| Nom                 | Nom Précédent                    | Année de changement |
| ------------------- | -------------------------------- | ------------------- |
| Mustaqilliq Maidoni | Lenin Maidoni (Ploshchad Lenina) | 1991                |
| Mirzo Ulugbek       | 50 Let SSSR                      | 1992                |
| Amir Temur Xiyoboni | Markaziy Xiyoboni                | 1993                |
| Buyuk Ipak Yoli     | Maxim Gorkiy                     | 1997                |
| Milliy Bog          | Yoshlik                          | 2006                |
| Bunyodkor           | Xalqlar Do’stligi                | 2008                |
| Olmazor             | Sobir Raximov                    | 2010                |
| Novza               | Hamza                            | 2015                |

## Matériel roulant
La ligne utilise les trains de modèles 81-717/714 et 81-765/766/767 de Metrowagonmash et opère tout le temps avec quatre wagons.

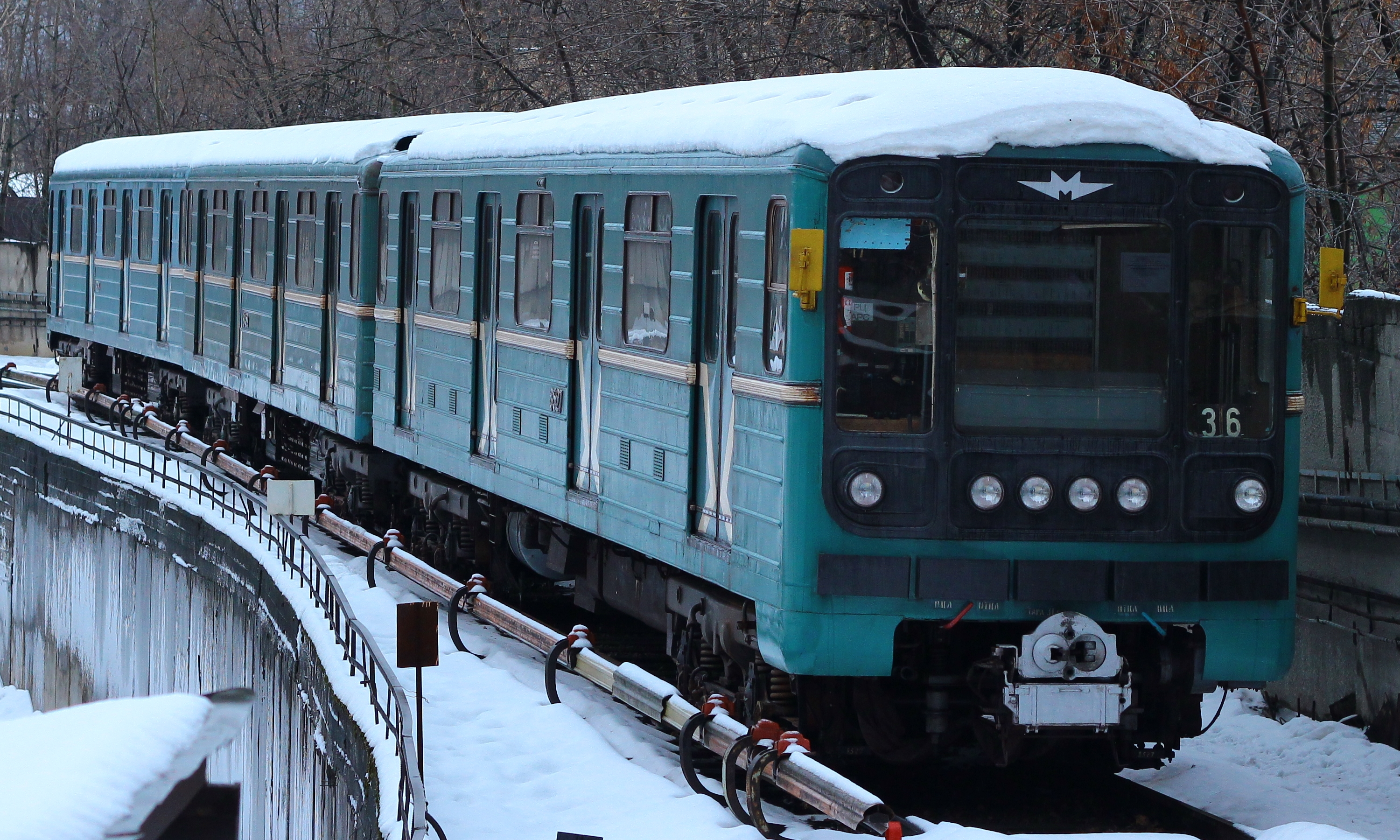
81-717/714
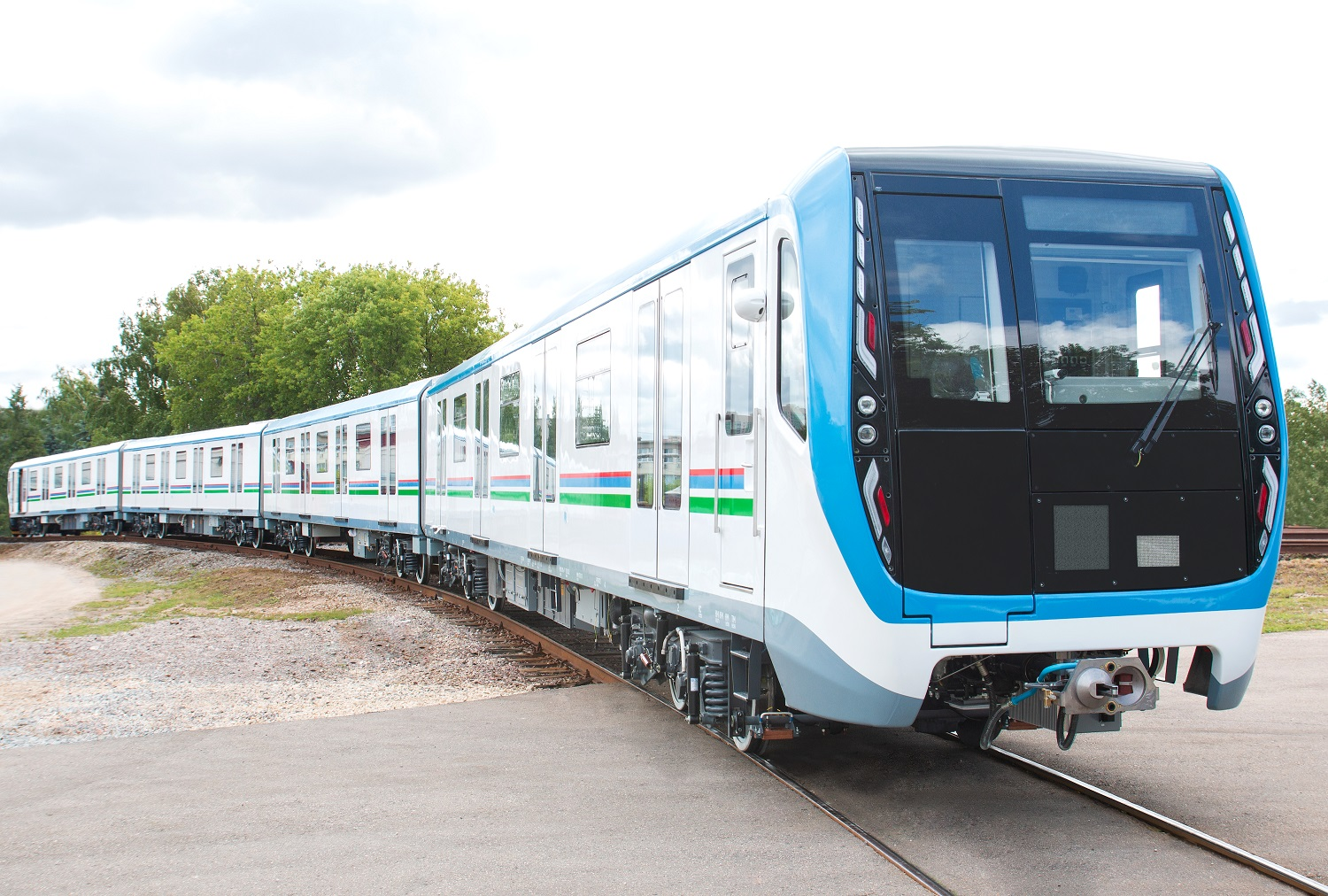
81-765/766/767

## Galerie de photos

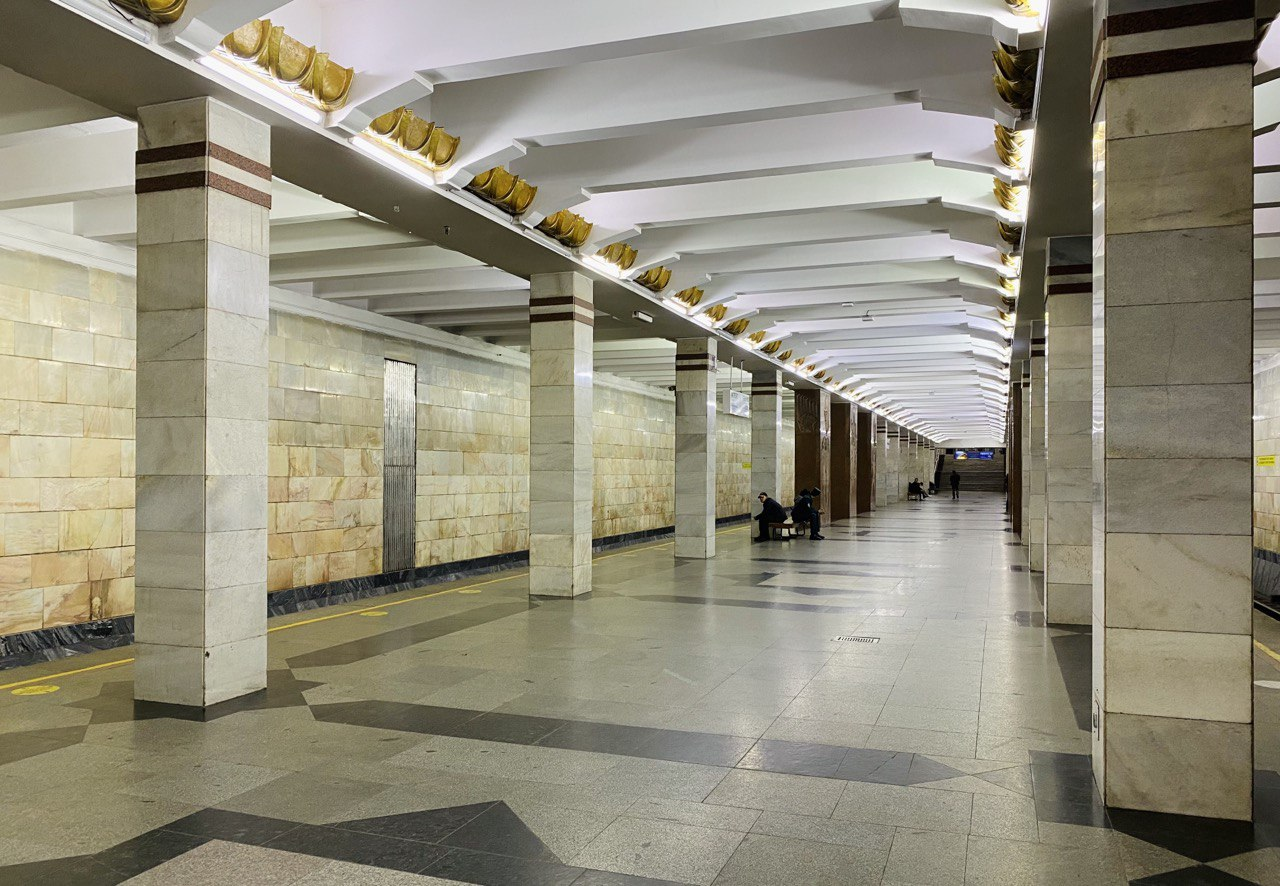
Station Olmazor
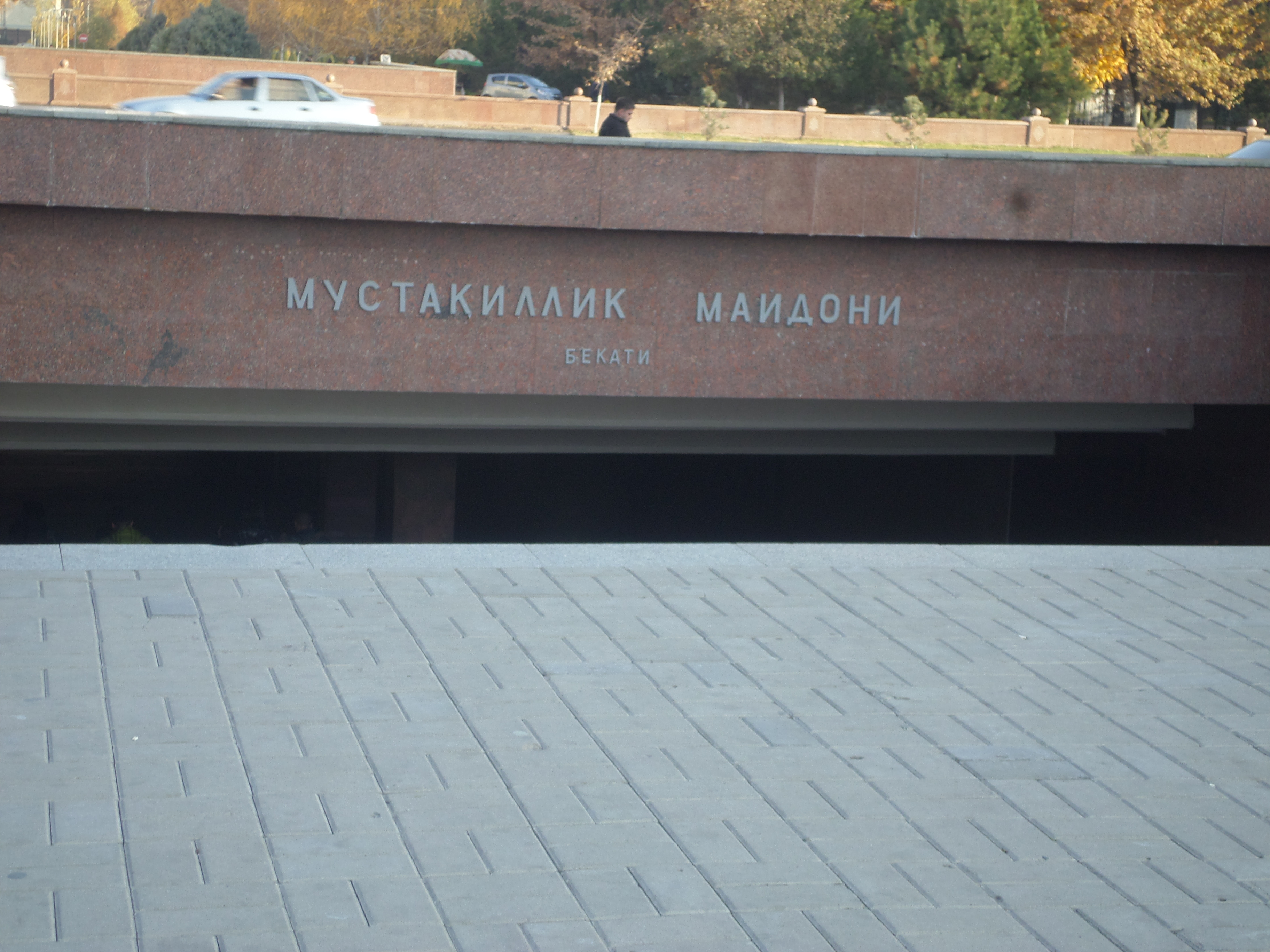
Station Mustaqilliq Maidoni